# Луј Буе Вијомез
Луј Буе Вијомез (фр. Édouard Bouët-Willaumez; 24. април 1808 – 9. септембар 1871) је био француски адмирал и истраживач.

## Биографија
Године 1830. Вијомез је учествовао у окупацији Алжира. Исте године је истраживао реку Сенегал и западну обалу Африке. О томе је написао студију. У периоду од 1842. до 1844. године обављао је функцију гувернера Сенегала, а од 1845. је заступао Француску на преговорима о ревизији поморског права у Лондону. Учествовао је и у Кримском рату као начелник штаба флоте. У рату са Аустријом, блокирао је Венецију (1859). Од 1860. до 1864. командовао је војнопоморским подручјима у Шербуру и Тулону. Следеће године је именован командантом школске ескадре оклопњача. На том положају је изградио француску тактику ратних парних бродова. У Немачко-француском рату 1870. године, Вијомез је командовао флотом у Балтичком мору и блокирао немачку обалу. Умро је следеће године.